# Fort Casey

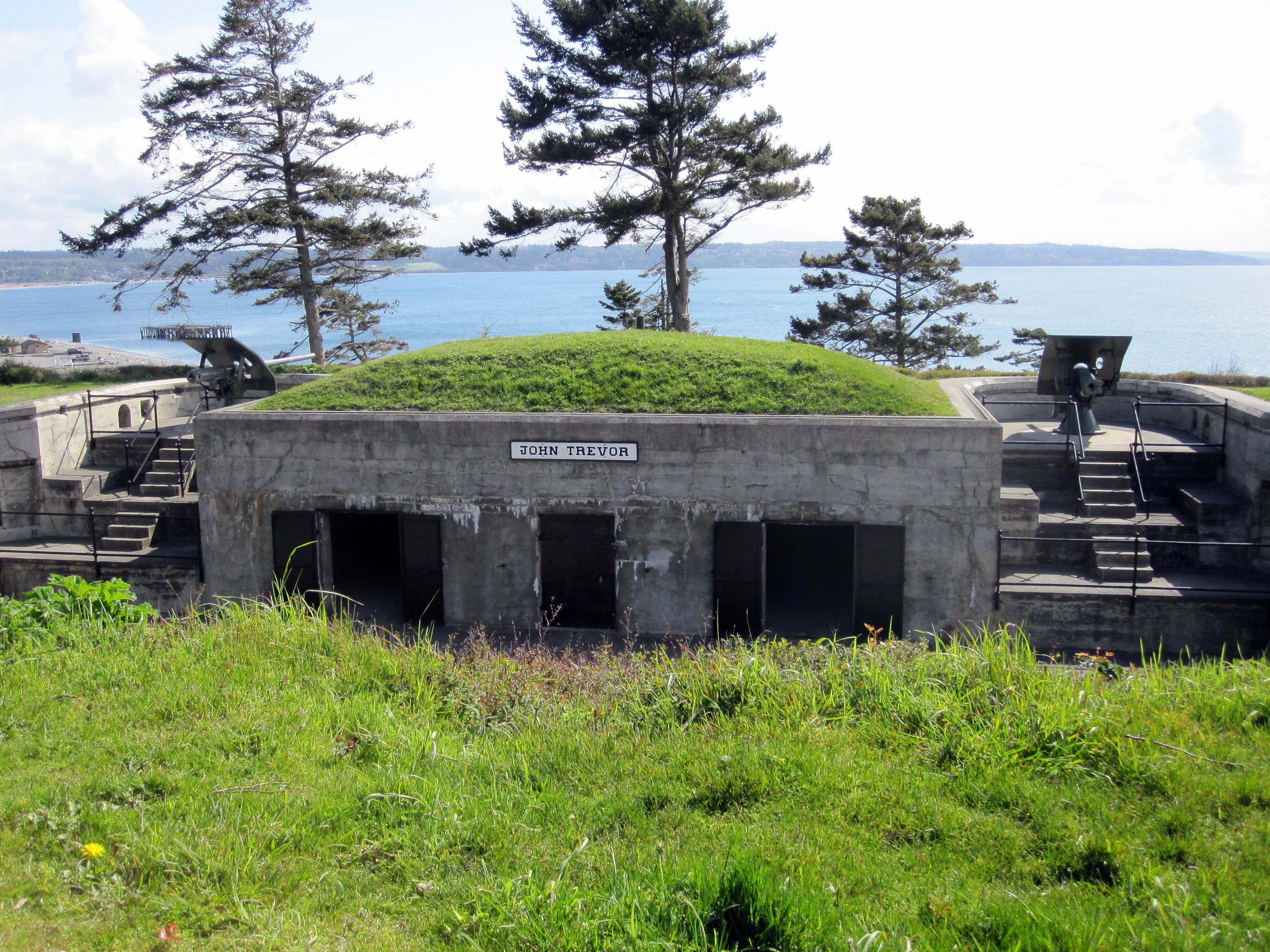
Dělostřelecká baterie John Trevor.

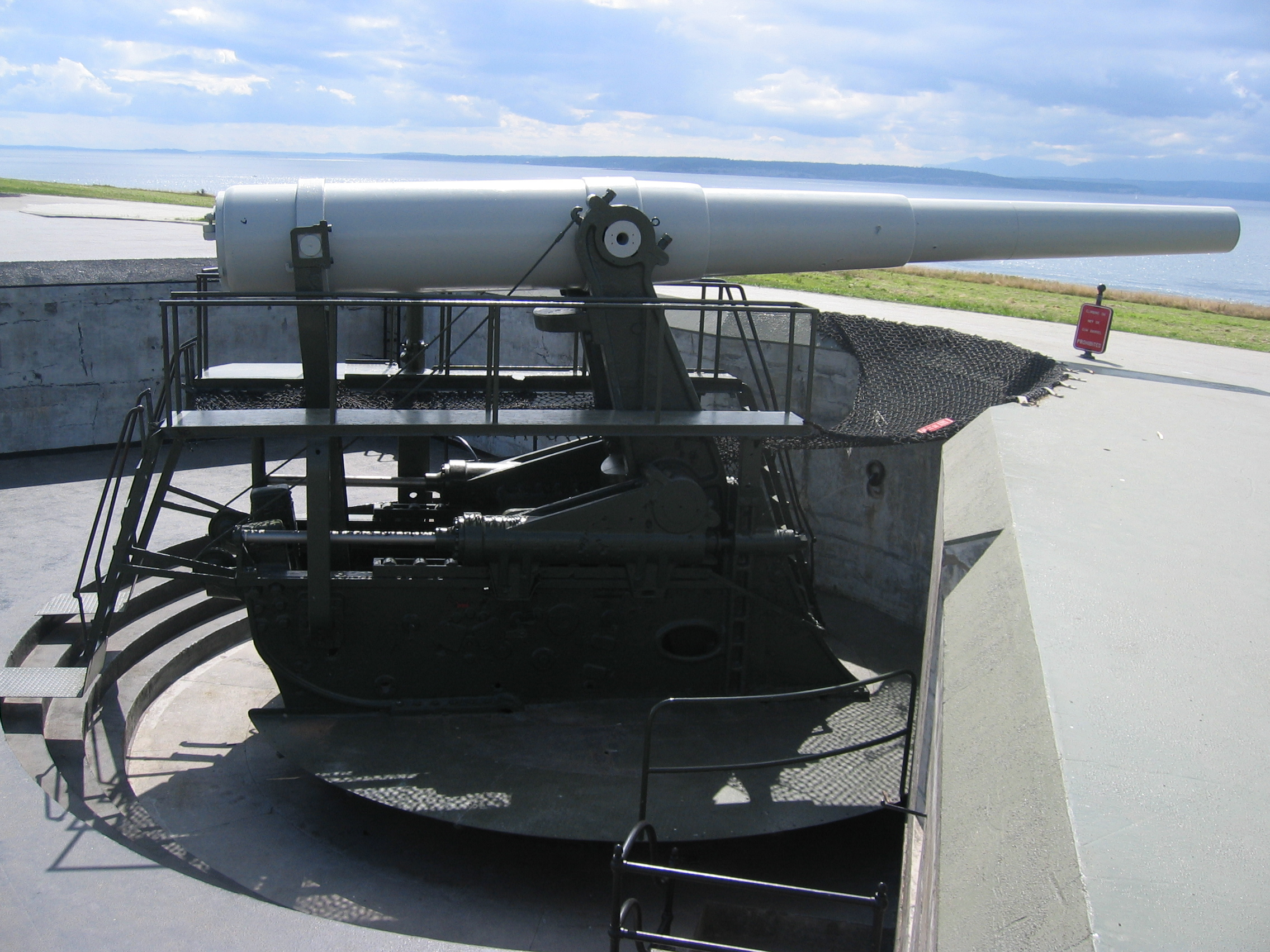
Jedno ze sklápěcích děl v pevnosti.

Fort Casey je pevnost na Whidbeyho ostrově v americkém státě Washington. Úžina Admiralty, kterou chrání, byla kdysi považována za tak strategicky výhodnou pro obranu pevniny, že ji chránily kromě Fort Casey další dvě pevnosti, a to Fort Flagler na ostrově Marrowstone a Fort Worden v nynějším městě Port Townsend. Tyto tři pevnosti byly postaveny v 90. letech 19. století, byly vybaveny velice silnými zbraněmi, a tak na ústí úžiny vytvářely tzv. ohnivý trojúhelník. Tehdejší strategie byla postavena na teorii, že tři pevnosti chránící tak úzký průliv zmaří jakýkoli pokus o invazi po moři. Nyní se v pevnosti nachází 1,89 km² rozlehlý námořní park. Ve státním parku ochraňujícím pevnost se nachází rovněž maják Admiralty Head Light. Parkem také prochází pět kilometrů z dlouhé národní stezky Pacific Northwest Trail.

## Historie
Pevnost byla navržena jako část masivního modernizačního programu amerických pobřežních pevností, který měla na starosti tzv. Endicottova komise. Stavba začala roku 1897 a o čtyři roky později byly nainstalována a zprovozněna velká sklápěcí děla, která byla viditelná pouze v případě potřeby střelby. Prakticky hned po jejich uvedení do provozu se však staly zastaralými, a to kvůli vynálezu letadla v roce 1903. Následující rozvoj vojenského využití letadel znamenal neschopnost pevnosti bránit se leteckému útoku. Navíc nabraly i bojové lodě na přesnosti své střelby, což umožnilo větší mobilitu při námořních bitvách, v porovnání s 19. stoletím. Většina z děl a minometů byla za druhé světové války přepravena do Evropy, kde je armáda používala jako mobilní těžké dělostřelectvo na vlacích.
V roce 1935 byla pevnost deaktivována, před druhou světovou válkou však proběhly nezbytné úpravy a pevnost byla opět uvedena do provozu.
Dvě z 25centimetrových pobřežních dělostřeleckých baterií, které měla pevnost dříve k dispozici, byly v polovině 60. let minulého století navráceny z jejich poslední aktivní služby v pevnosti Fort Wint na dnešním umístění námořní základny Subic Bay na Filipínách. Byly na nich jasně viditelné jizvy způsobené japonským bombardováním Filipín na začátku 2. světové války. Společně s nimi se vrátila dvě 76milimetrová děla, také z pevnosti Fort Wint.